# Lago Júnior Wakalible
Lago Júnior Wakalibille (Abidjan, 31 de desembre de 1990) és un futbolista ivorià, que ocupa la posició de davanter, actualment al Racing de Santander. Ha estat internacional amb la selecció sub-21 de Costa d'Ivori.

## Trajectòria
Comença a jugar al Centre de Formation Joël Tiéhi, una escola de futbol fundada pel futbolista ivorià d'aquest nom. A l'hivern del 2007 recala a l'Issia Wazi, on marca 17 gols en 29 partits.
Al febrer del 2009 fitxa pel CD Numancia, de la primera divisió espanyola.